# Hawkins-Granate
Die Grenade, Hand, Anti-Tank No. 75, auch bekannt als „Hawkins-Granate“ oder „Hawkins-Mine“, war eine britische Granate zur Panzerabwehr, die im Zweiten Weltkrieg entwickelt und in großer Stückzahl gebaut wurde. Sie konnte sowohl als Handgranate, Panzerabwehrmine oder auch als gewöhnliche Sprengladung benutzt werden.

## Entwicklung
Unter dem Eindruck einer bevorstehenden deutschen Invasion bestand 1940 in England großer Bedarf an effektiven und schnell verfügbaren Panzerabwehrwaffen. 
Die Grenade, Hand, Anti-Tank No. 75 basierte auf einem Plan für eine Panzerabwehrmine, den ein Captain Hawkins im Oktober 1940 eingereicht hatte: Ein Blechbehälter mit Sprengstoff, darauf ein Zünder, bestehend aus einer zerbrechlichen Glasampulle, abgedeckt durch eine Druckplatte. Versuche ergaben die Wirksamkeit gegen die Ketten leichter Panzer und der Generalstab bestellte 1941 2,5 Millionen Stück. Bis zum Kriegsende 1945 wurden im Vereinigten Königreich über 10 Millionen Stück der Hawkins-Granate gebaut.

## Aufbau
Die 1002 Gramm schwere Hawkins-Granate bestand aus einer rechteckigen 1-Pint-Blechdose, wie man sie für Politur kaufen konnte. Seitlich war über die gesamte Länge eine Halterung aus Blech für den Zünder sowie eine Druckplatte angebracht. Zwischen Druckplatte und Behälter konnten so je nach Einsatzzweck verschiedene Zünder gesteckt werden, die über Löcher in der Hülle auf die Sprengladung wirken konnten. Die Halterung selbst knickte bei einem Druck von mehr als 300 lb (135 kg) ein, so dass die Granate mit einem Druckzünder als Landmine gegen Fahrzeuge benutzt werden konnte.
Als Sprengstoff kam je nach Charge etwa 450 g verschiedener gewerblicher Sprengstofftypen wie „Burrowite“ (50 % Amatol und 50 % Aluminium) oder „Ammonal“ (65 % Ammoniumnitrat, 15 % TNT, 17 % Aluminium, 3 % Holzkohle) oder reines TNT zum Einsatz. Um die Explosion sicherzustellen, waren bei manchen Typen zusätzlich Anzündladungen mit dem Sprengstoff fest in der Hülle verbaut.

## Einsatz
Die No. 75 wurde an zahlreiche Einheiten der Alliierten und an Widerstandskämpfer ausgegeben. Eine Hawkins-Mine wurde während der Operation Anthropoid von Jan Kubiš gegen das Fahrzeug von Reinhard Heydrich geschleudert.

## Varianten
- No. 75 Mk I (Halterungen für die beiden Zünder parallel)
- No. 75 Mk II (Halterungen für die Zünder V-förmig)